# Can Palau de la Guitarra
Can Palau de la Guitarra és una masia situada prop de l'aqüeducte romà de Can Cua damunt d'un turó a la banda esquerra de la Riera de Pineda, a Pineda de Mar. La masia encara conserva l'estructura original. El cos principal té portal adovellat de punt rodó, una finestra rectangular amb llinda, ampit i brancals de pedra, i una altra triforada, de tradició gòtica.
Part de la història d'aquesta masia ha quedat esculpida en pedra en el llindar de la porta principal de l'església de Pineda (es creu que fa referència a aquesta masia tot i que n'hi havia una altra amb el nom de Can Palau del Sot). Es creu que fins aquí va arribar l'envestida dels turcs.
"A 1 d'agost de 1545 a punta d'alba, 11 galiotasa de turchs posaren la gent en la plage, cremaren les portes de la Sglésia e moltes cases, e mataren e cativaren 70 ànimes, pujant fins a casa de Palau. A migjorn se tornaren enbarcar. Per reparo dels poblats s'és fortificada esta Sglésia de Pineda."
La masia ha estat sempre habitada i ocupada per masovers que treballen la terra.